# تهی‌سازی مواد مغذی
تهی‌سازی مواد مغذی (به انگلیسی: Nutrient depletion) نوعی تهی‌سازی منابع است و به از دست دادن مواد مغذی و ریزمغذی‌ها در یک زیستگاه یا بخش‌هایی از زیست‌کره، اغلب خاک (تهی‌سازی خاک، دگرگونی خاک) اشاره دارد. در سطح یک کنام یا بوم‌سازگان کامل بوم‌شناختی، تهی‌سازی مواد مغذی نیز می‌تواند از طریق از بین رفتن بستر مواد مغذی (از دست رفتن خاک، از دست دادن تالاب و غیره) رخ دهد. مواد مغذی معمولاً نخستین حلقه در زنجیره غذایی هستند، بنابراین از دست دادن مواد مغذی در یک زیستگاه بر چرخه مواد مغذی و در نهایت بر کل زنجیره غذایی تأثیر می‌گذارد.
اثر متضاد آن به عنوان پرغذایی یا آلودگی مواد مغذی شناخته می‌شود. هم تهی‌سازی و هم پرغذایی سبب تغییر در تنوع زیستی و فراوانی گونه‌ها می‌شود (معمولاً کاهش می‌یابد). اثرات دوجهتی هستند زیرا تغییر در ترکیب گونه‌ها در یک زیستگاه ممکن است سبب تغییر در ترکیب مواد مغذی شود.